# Tweede Kamerverkiezingen 1994/Kandidatenlijst/Patriottisch Democratisch Appèl
De kandidatenlijst voor de Tweede Kamerverkiezingen 1994 van het Patriottisch Democratisch Appèl was als volgt:

## De lijst
1. Gijs Sablerolle - 3.952 stemmen
2. A.P.C. Vlielander - 411
3. E. Spoelder - 469

CDA · PvdA · VVD · D66 · GroenLinks · SGP · GPV · RPF · Centrumdemocraten · De Nieuwe Partij · PSP'92 · SP · SAP · Natuurwetpartij · PMR · Unie 55+ · SBP · AOV · CP'86 · Libertarische Partij · De Groenen · Vrije Indische Partij · NCPN · ADP · Solidair '93 · Patriottisch Democratisch Appèl